# Hassan Shamaizadeh
Hassan Shamaizadeh (persiska: حسن شماعی‌زاده), född 22 november 1942 i Isfahan i Iran, är en iransk popsångare, låtskrivare, musikproducent och saxofonist.
Vid 13 års ålder spelade Shamaizadeh i en teaterorkester i Isfahan. Han spelade sedan i radio- och TV-program i Teheran. Han är känd för att ha komponerat låtar för artister som Gougoush, Dariush, Aref, Ebi, Farhad Mehrad, Mahasti, Moein, Leila Forouhar, Susan Roshan och många fler.